# Dadányi György
Dadányi György, gyülvészi (Temesvár, 1893. február 28. – Munro, Argentína, 1969. június 10.) magyar író, újságíró. A grúziai Mingrélia uralkodócsaládja, a Dadiani-ház magyar ágából származott, IV. Leó (Levan) mingréliai fejedelem (herceg) 7. (generációs) leszármazottja volt.

## Származása
A Dadányi család tagja. Felmenői IV. Leó (Levan) mingréliai fejedelem (herceg, uralk.: 1681–1691) leszármazottai voltak, akit 1691-ben trónfosztottak. IV. Leó az Oszmán Birodalomba menekült, és Konstantinápolyban halt meg 1694 körül. A felesége a Bagrationi-házból származó Tinatini (1678–1725) hercegné, V. Bagratnak, Imereti királyának a lánya volt, aki Oroszországba menekült, és VI. Vahtang grúz királyhoz, II. Tamar grúz királynő apjához csatlakozott a száműzetésben, és ott halt meg 1725. augusztus 21-e körül. IV. Leónak a gyermekei azonban az ágyasaitól születtek, mint ahogy IV. Leó is házasságon kívül született gyermek volt. Hét fia különböző országokban, Oroszországban, Lengyelországban, Moldvában, illetve az Oszmán Birodalomban telepedett le, míg Naum Giorgi Dadiani (1695–1758) nevű fia, aki már az apja halála után születhetett 1695-ben, Magyarországra került a bátyjával, Konstantini Dadiani herceggel együtt, és 1715. májusa előtt a Pozsony vármegyei Szentgyörgyön telepedett le, ahol Georgius Dadián néven vették jegyzékbe 1715 májusában és augusztusában. Magyarosított neve Dadányi Naum György lett. Felesége a szintén vele menekült Servasidze hercegnő volt, akitől három fia, György, Mihály és Miklós született, akik közül a két kisebb az apjuk halála (1758) után Lengyelországba ment, az idősebb György (1720–1774), aki 1720-ban jött a világra, viszont Magyarországon maradt, és Miskolcon halt meg 1774. július 24-én, a földi maradványait pedig a Mindszenti temetőben ortodox szertartással helyezték örök nyugalomra. Dadányi György fiai, Dadányi Naum Levan György (1756–1802) és idősebb Dadányi Konstantin (?–1785 körül) 1781/82-ben megvették a Temesvártól délnyugatra fekvő Gyülvész települést, és ekkortól vették fel a nevükbe a gyülvészi jelzőt (gyülvészi Dadányi, Dadányi de Gyülvész).
II. József 1784. január 30-án a Magyar Királyság nemeseinek a sorába emelte a gyülvészi Dadányi családot, és ezzel a grúz fejedelmi család magyar nemesi címet szerzett. Dadányi Naum Levan György másodszülött fia, ifjabb Dadányi Konstantin (1783–1854) magyar nemességét I. Ferenc király 1800. június 28-án megerősítette. Ő volt a dédapja az író Dadányi Györgynek, aki 1893. február 28-án Temesvárott látta meg a napvilágot Dadányi Jenő (1843–1912) és Damaszkin Margit (1853–1942) gyermekeként. Dadányi György kétszer kötött házasságot. Első felesége Kádár (Csernovics/Csernovits) Erzsébet (1901–1946) író és festő volt, akivel 1920-ban házasodtak össze, és tőle született egyetlen gyermeke, Dadányi Éva 1921. március 15-én Budapesten, akitől három unokája származott.
„Bíró Lajos – a kortársak szerint – Dadányi György alakjáról mintázta 1917-ben kiadott Hotel Imperial című négyfelvonásos színműve főszereplőjének, Almássy főhadnagynak a figuráját, melynek alapján 1927-ben és 1939-ben Amerikában sikeres filmeket is forgattak. A házaspár rövid ideig a mélynádasi Dadányi-kúriában élt, majd optánsként Magyarországra költözött, ahol Dadányi György különböző vállalkozásokba kezdve próbálta biztosítani családja megélhetését. [...] A família bánsági birtokait alaposan megnyírbálta, összezsugorította a romániai földreform, maradékát el is adták, nem váltak be Dadányi György budapesti számításai sem. »Magyarán: tönkrementem. Sok mindenről le kellett mondanom, sokféle kedvtelésemet abba kellett hagynom és az évek során oda jutottam, hogy igényeimet mind mélyebbre srófoltam – vázolta helyzetét a korábbi délceg katonatiszt. – Szépen megszoktam, hogy mások jobb ruhában járnak, mint én. (Ez volt a legkönnyebb.) Hogy mások jó könyveket vehetnek maguknak, míg nekem várnom kell, amíg kölcsön kaphatom azokat valakitől. (Ez már nehezebb volt.) Hogy mások ejtik el a szép őzbakokat, vaddisznókat, míg nekem vadászjegyre sem telik.« Dadányi György és Csernovits Erzsébet elvált, kislányukat – akit saját bevallása szerint nem szeretett – a fiatal anya egyedül nevelte.”
Dadányi Éva édesanyja 1946. április 25-én Budapesten önkezével vetett véget életének. Dadányi György másodszor is megnősült, Kéry Máriát vette el. Dadányi Éva 2014. december 14-én hunyt el Londonban.

## Életpályája
Középiskolai tanulmányait a temesvári piarista gimnáziumban végezte, majd a bécsújhelyi katonai akadémiára került. Aktív tisztként részt vett az első világháborúban, utána négy évig Paraguayban élt. Hazatért s az OMP bánsági tagozatának lett a titkára. Élénk közéleti és publicisztikai tevékenységet fejtett ki: a Temesvári Hírlap és a Déli Hírlap hasábjain ifjúsági kérdésekkel foglalkozott; a segítségével épült Magyar Ház 1930-as évkönyvében összefoglalta a bánsági magyar iskolahálózat időszerű igényeit.
1939-ben Magyarországra költözött. A második világháború után rövid ideig Bécsben tartózkodott, majd 1947-ben újra a tengerentúlra távozott. 1950-től haláláig Argentínában élt: faszobrászattal és rajzolással foglalkozott. Dél-Amerikai élményeiről három könyvet írt: Csordás voltam Paraguayban (saját rajzaival, Budapest, 1939); Mosolygó veszedelem : két év a Gran-Chacoban (Budapest, 1940); Mbopi (saját rajzaival, Budapest, 1942).